# Schöneiche (Steinreich)
Schöneiche ist ein Gemeindeteil von Sellendorf, einem Ortsteil der Gemeinde Steinreich im Landkreis Dahme-Spreewald in Brandenburg.

## Lage
Schöneiche liegt an der Grenze der Niederlausitz zwischen dem Niederen Fläming und dem Lausitzer Heideland. Die Stadt Golßen ist etwa zehn Kilometer entfernt. Umliegende Ortschaften sind Sellendorf im Nordosten, Hohendorf und der Drahnsdorfer Gemeindeteil Schäcksdorf im Osten, die zur Gemeinde Dahmetal gehörenden Ortsteile Liedekahle, Liebsdorf und Görsdorf im Süden, Glienig im Westen sowie Schenkendorf im Nordwesten.
Nördlich von Schöneiche verläuft die Landesstraße 711 von Wahlsdorf nach Krausnick.

## Geschichte
Erstmals urkundlich erwähnt wurde Schöneiche im Jahr 1517 als Vorwerk von Sellendorf unter dem Namen Schoneiche. Der Ortsname bedeutet Dorf an einer schönen Eiche. Der Ort gehörte bis 1945 zur Herrschaft Golßen, letzter Besitzer des Dorfes waren die Herren zu Solms-Baruth. 1952 wurde Schöneiche ein Volkseigenes Gut der DDR.
Schöneiche war verwaltungstechnisch nie eigenständig. Am 25. Juli 1952 wurde der Ort dem neu gebildeten Kreis Luckau im Bezirk Cottbus zugeordnet. Nach der Wende lag das Dorf zunächst im Landkreis Luckau in Brandenburg und wurde nach der Kreisreform im Dezember 1993 dem neu gebildeten Landkreis Dahme-Spreewald zugeordnet. Am 31. Dezember 2002 wurde Sellendorf mit Glienig zur Gemeinde Steinreich zusammengelegt und Schöneiche zu einem Gemeindeteil herabgestuft.
Am 30. August 1992 wurden Sellendorf und Schöneiche dem Amt Golßener Land angeschlossen. Dieses fusionierte zum 1. Januar 2013 mit dem Amt Unterspreewald. Infolgedessen wurde das Amt Golßener Land aufgelöst und die Dörfer in das neu gebildete Amt Unterspreewald umgegliedert.

## Nachweise
1. ↑  Gemeinde- und Ortsteilverzeichnis. In: geobasis-bb.de. Landesvermessung und Geobasisinformation Brandenburg, archiviert vom Original (nicht mehr online verfügbar) am 16. August 2017; abgerufen am 29. Januar 2018.  Info: Der Archivlink wurde automatisch eingesetzt und noch nicht geprüft. Bitte prüfe Original- und Archivlink gemäß Anleitung und entferne dann diesen Hinweis.
2. ↑  Gemeinde Steinreich. Tourismusverband Niederlausitzer Land, abgerufen am 14. September 2019.
3. ↑  Reinhard E. Fischer: Die Ortsnamen der Länder Brandenburg und Berlin: Alter – Herkunft – Bedeutung. be.bra Wissenschaft, 2005, S. 153.
4. ↑  Gemeinde Steinreich, OT Schenkendorf. In: unterspreewald.de. Amt Unterspreewald, archiviert vom Original (nicht mehr online verfügbar) am 28. Januar 2021; abgerufen am 29. Januar 2018.  Info: Der Archivlink wurde automatisch eingesetzt und noch nicht geprüft. Bitte prüfe Original- und Archivlink gemäß Anleitung und entferne dann diesen Hinweis.
5. ↑  Schöneiche im Geschichtlichen Ortsverzeichnis. Abgerufen am 29. Januar 2018.